# Teresa Neumann
Teresa Neumann (Konnersreuth, 9 de abril de 1898 – Konnersreuth, 18 de setembro de 1962) foi uma religiosa estigmatizada católica alemã. Ela ficou conhecida por se alimentar somente da Eucaristia durante mais de 36 anos. Em 2005, foi reconhecida serva de Deus pela Igreja Católica.

## Biografia
Teresa Neumann nasceu em uma família pobre na aldeia de Konnersreuth, na Baviera, na Alemanha, onde viveu toda a sua vida. Era membra da Terceira Ordem de São Francisco. Em 5 de março de 1926, na primeira sexta-feira da Quaresma, uma ferida apareceu ligeiramente acima de seu coração, mas que ela manteve esse segredo. No entanto, ela relatou uma visão de Jesus no Monte das Oliveiras com três apóstolos. Ela alegou que outras feridas começaram a surgir nos dias seguintes.
Um estudo psicanalítico, campo geralmente considerado pseudocientífico, de Neumann sugeriu que seus estigmas eram resultados de sintomas de estresse pós-traumático expressos em automutilação inconsciente através de uma autossugestão anormal.

## Beatificação

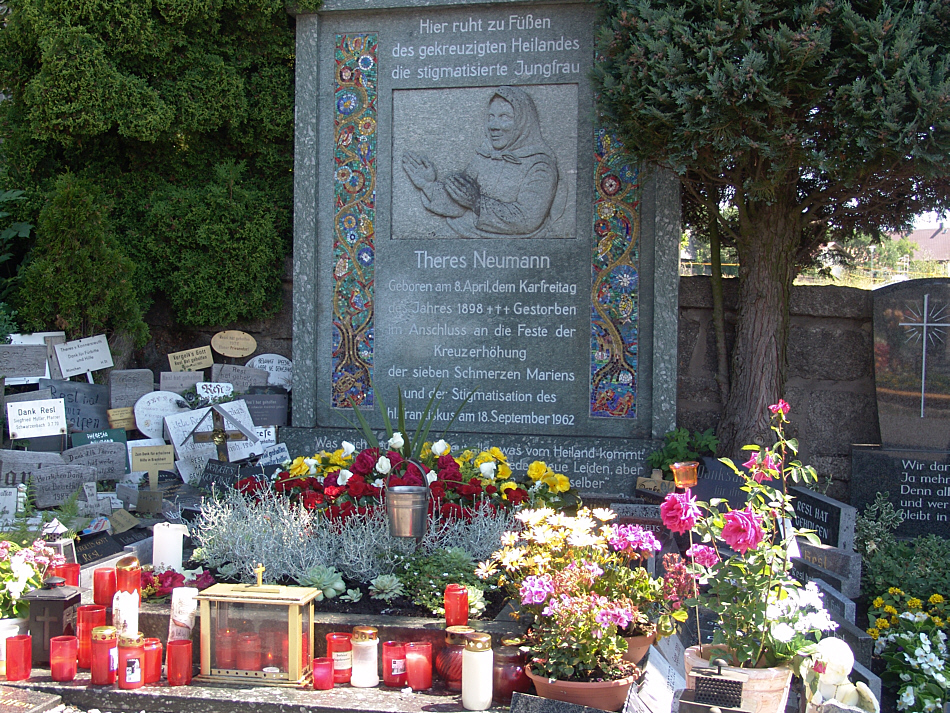
O túmulo de Teresa Neumann no cemitério de Konnersreuth

Em 2005, Dom Gerhard Ludwig Müller, na época bispo de Regensburgo abriu oficialmente sua causa de beatificação após uma petição assinada por cerca de 40.000 pessoas.